# Aleksandar Vučo
Aleksandar Vučo (25. září 1897 Bělehrad – 21. července 1985 Bělehrad) byl srbský básník, prozaik, scenárista, redaktor, autor děl pro děti a mládež.

## Život
Studoval v Paříži práva. Byl členem meziválečné bělehradské surrealistické skupiny 30. let. Živil se i jako redaktor několika časopisů. V literatuře se projevil poprvé sbírkou Střecha nad oknem. Jeho tvorba je surrealistického charakteru – plná realistické nevázanosti, verbalismu, improvizace.[zdroj⁠?!] Orientoval se v dětské psychologii.[zdroj⁠?!]
Jeho díla po 2. světové válce byla plná bizarních asociací a paradoxů. Dařilo se mu dosáhnout zajímavých efektů surrealistické exprese, které jsou výraznější ve spontánnosti než v intelektu a myšlence. Například poema Mastodoni. Napsal i román kriticko-realistický se svým kolegou D. Maticem Hluchá doba. V literatuře se nejvíce proslavil románovou trilogií: Prázdniny, Mrtvé spojky, Zásluhy.
Proslavil se také jako autor pro děti a mládež, pro které napsal sbírku básní Chaluhy, z prózy Sen a skutečnost statečného Koči.

## Dílo
Poezie
- Střecha nad oknem (1926) – prvotina
- Zásady, neboli Jestli si ještě jednou vzpomenu (1929)
- Humor, Ospalec (Humor zaspalo) v roce 1931 – největší vrchol srbského surrealismu
- Cyril a Metoděj (1932) – pro děti a mládež
- Marie Ručarová (1935) společně s D. Maticem – pro děti a mládež
- Poema Mastodonti (1951)
- Básně (1957)
- Pozvání ke snění (1968)

Próza
Romány:
- Kořen zraku (1928)
- Hluchá doba v roce (1939) – řadí do sociální literatury, tato literatura zobrazovala život ve městě.
- Sen a skutečnost statečného Koči v roce (1957) – pro děti a mládež
- Chtěl bych být opravdovým chlapem v roce (1970) - pro děti a mládež
- Okouzlení (1973) – pro děti a mládež
- A tak další okouzlení (1976) – pro děti a mládež

Románová trilogie:
- Prázdniny (1954)
- Mrtvé spojky (1957)
- Zásluhy (1963) – napsány realistickou metodou, pojednávají o občanské nerozhodnosti, chtěl se pokusit o vyjádření sociálně – psychologické katarze osob měšťácké vyšší společnosti. Ti se rozhodnou pro revoluci, ale zároveň se jí doopravdy bojí či obávají.